# Colquechaca (gemeente)
Colquechaca is een gemeente (municipio) in de Boliviaanse provincie Chayanta in het departement Potosí. De gemeente telt naar schatting 36.070 inwoners (2018). De hoofdplaats is Colquechaca.